# Pellenes borisi
Pellenes borisi es una especie de araña saltarina del género Pellenes, familia Salticidae. Fue descrita científicamente por Logunov, Marusik, Rakov en 1999.
Habita en Kazajistán y Ucrania (Crimea).